# Echeandia occidentalis
Echeandia occidentalis är en sparrisväxtart som beskrevs av Robert William Cruden. Echeandia occidentalis ingår i släktet Echeandia och familjen sparrisväxter. Inga underarter finns listade i Catalogue of Life.